# Yehoshua Lakner
Yehoshua Lakner (hebräisch יהושוע לקנר; deutsch Jehoschua Lakner; geboren 24. April 1924 in Bratislava; gestorben 5. Dezember 2003 in Zürich) war ein israelisch-schweizerischer Komponist.

## Leben
Lakner wuchs in Bratislava auf und emigrierte 1941 nach Palästina. Von 1943 bis 1948 studierte er unter anderem bei Ödön Pártos und Alexander Uriah Boskovitch. 1952 unternahm er Studien in den USA, so in Tanglewood bei Aaron Copland. Von 1950 bis 1963 wirkte er als Lehrer an der Rubin Academy of Music in Jerusalem. Seit 1959 arbeitete er zeitweise im Studio für elektronische Musik des Nordwestdeutschen Rundfunks in Köln etwa mit Mauricio Kagel und Karlheinz Stockhausen. 1963 zog Lakner in die Schweiz. Von 1974 bis 1987 war er Theorielehrer am Konservatorium und Musikhochschule Zürich.

## Werk
Aus Lakners früherer Zeit stammen Instrumental- und Vokalwerke, die sich recht frei zwischen den zeitweise unversöhnlichen Positionen des Neoklassischen und des Seriellen bewegen. Seine Toccata for Orchestra (1958) erhielt den Engel-Preis der Stadt Tel-Aviv. Für die avantgardistischen Theateraufführungen der 1960er Jahre in Maria von Ostfeldens Theater an der Winkelwiese Zürich schuf er aus Tonbandmontagen eine Art Musique concrète als abstrakte Bühnenmusik.
Eine Wandlung nahm seine kompositorische Tätigkeit durch den Erwerb eines Commodore-64-Computers zu Beginn der 1980er Jahre. Er begann mit Algorithmen zu experimentieren, die zugleich Klänge aus dem Lautsprecher und grafische Elemente auf dem Bildschirm erzeugten. Unbeirrt von Kollegen, die ihn belächelten, blieb er bei diesem Gerät, das durch den technologischen Fortschritt schnell zu einer Art historischem Musikinstrument geworden war, und verfasste sein musikalisches Lebenswerk in der Programmiersprache BASIC ausschliesslich für den C64. Manchmal sind diese Abläufe genau festgelegt, manchmal werden sie durch den integrierten Zufallszahlengenerator oder die Tastatur beeinflusst.
Mit diesen grafisch-musikalischen Stücken, die er AVZGs (Audio-Visuelle Zeit-Gestalten) nannte, bestritt er Konzerte und nahm an Ausstellungen teil (London 1991, Tel Aviv 1993, Basel 1994, Zürich 1996), 1991 wurden sie auch bei den Weltmusiktagen der Internationalen Gesellschaft für Neue Musik ISCM vorgestellt und aufgeführt. 1999 kam sein „Segante“-Projekt über den Schweizer Maler Giovanni Segantini in Zürich, Mailand und Bratislava zur Aufführung.
Seit seinem Tod widmet sich eine Stiftung seinem Werk.

## Theatermusik
- Theater an der Winkelwiese: Victor von Roger Vitrac, 1965; Die Stühle von Eugène Ionesco, 1966; Nestroy-Quodlibet von Johann Nestroy, 1967; Der Architekt und der Kaiser von Assyrien von Fernando Arrabal, 1968; Die Nacht der Mörder von Jose Triana, 1969; Jona von Martin Sorescu, 1970
- Schauspielhaus Zürich: Turandot oder Der Kongress der Weisswäscher von Bertolt Brecht, 1969
- Theater am Neumarkt: Garten der Lüste von Fernando Arrabal, 1971